# Euceros pectinis
Euceros pectinis är en stekelart som beskrevs av Barron 1978. Euceros pectinis ingår i släktet Euceros och familjen brokparasitsteklar. Inga underarter finns listade i Catalogue of Life.